# هزاوة (أميرية)
هزاوة (بالفارسية: هزاوه) هي قرية تقع في إيران في قسم أمیریة الريفي. يقدر عدد سكانها بـ 1,587 نسمة .